# Pilophoropsidea
Pilophoropsidea is een geslacht van wantsen uit de familie van de Miridae (blindwantsen). Het geslacht werd voor het eerst wetenschappelijk beschreven door Thomas J. Henry in 2015.

## Soorten
Het genus bevat de volgende soorten:

- Pilophoropsidea barberi (Knight)
- Pilophoropsidea brailovskyi Henry, 2015
- Pilophoropsidea camela (Knight)
- Pilophoropsidea cuneata Henry, 2015
- Pilophoropsidea dimidiata Henry, 2015
- Pilophoropsidea fascipennis (Knight)
- Pilophoropsidea fuscata Henry, 2015
- Pilophoropsidea keltoni Henry, 2015
- Pilophoropsidea maxima Henry, 2015
- Pilophoropsidea pueblaensis Henry, 2015
- Pilophoropsidea schaffneri Henry, 2015
- Pilophoropsidea serrata Henry, 2015
- Pilophoropsidea touchetae Henry, 2015
- Pilophoropsidea truncata Henry, 2015
- Pilophoropsidea tuberculata Henry, 2015